# حبقوق
حَبَقّوق یا حیقوق (عبری: חֲבַקּוּק‎، به معنی «در آغوش می‌گیرد») از پیامبران بنی‌اسرائیل است که حدود ۷۰۰
سال پیش از میلاد زندگی می‌کرده و نگهبان معبد بزرگ یهودیان در اورشلیم بوده است. وی هشتمین نبی از دوازده نبی صاحب کتاب در عهد عتیق است.

## زندگی
زمان و مکان تولد حیقوق به‌طور دقیق مشخص نیست. برخی زندگی وی را مقارن سلطنت یهویاقیم در ۶۰۷ پیش از میلاد می‌دانند و بعضی معتقدند وی در دوران منسه (۶۴۲ پیش از میلاد) می‌زیسته است. مطابق روایتی او فرزند زنی به نام شونامیت نوازنده مراسم مذهبی در معبد سلیمان و مردی به نام یشوعا بوده است.

## محل آرامگاه

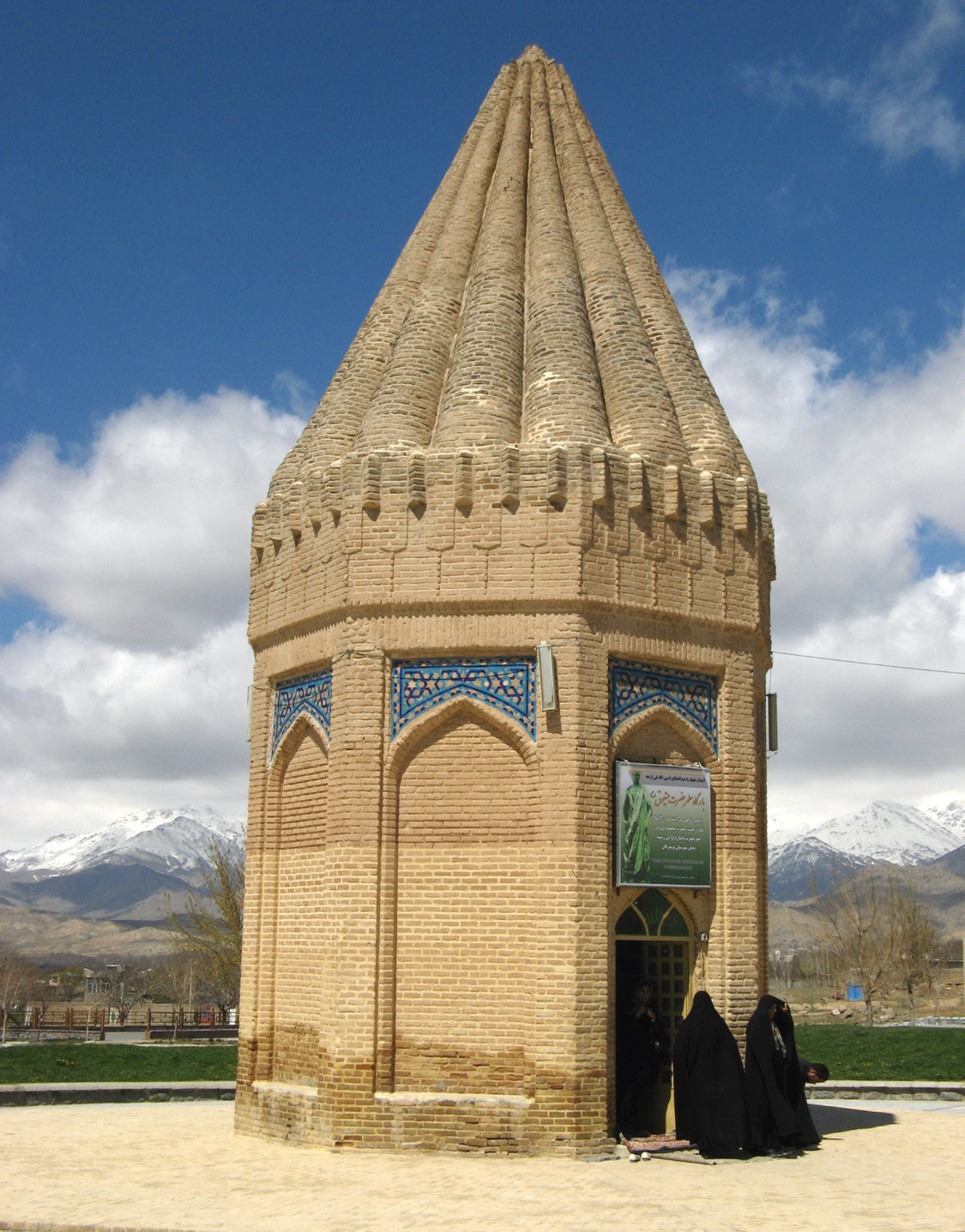
آرامگاه حبقوق در تویسرکان ایران

پیرامون آرامگاه وی روایت‌های مختلفی وجود دارد. یکی از آرامگاه‌های منسوب به وی در کاداریم اسرائیل است. طبق روایت دیگر، در حدود سال ۵۹۰ پیش از میلاد، بخت‌النصر پادشاه کلده به اورشلیم حمله کرد و گروهی از یهودیان را به قتل رساند و نزدیک به بیست هزار نفر از آنان را اسیر و به شهر بابل پایتخت کلده که نزدیک بغداد فعلی قرار داشت انتقال داد. حبقوق نبی در بین این زندانیان بود و مدت طولانی در زندان به سر برد. در سال ۵۴۸ پیش از میلاد، کورش بزرگ پادشاه ایران به کلده حمله کرد و در جنگی لشکریان کلده را شکست داد و بابل را تصرف کرد و طی فرمانی دستور آزادی کلیه اسرا و زندانیان یهود را صادر نمود. پس از آزادی از بند اسارت بابلیان، حبقوق پیامبر به ایران مهاجرت کرد و در شهر تویسرکان یا رودآور ساکن شد.
آرامگاه حبقوق نبی در تویسرکان طی قرون متمادی چندین‌بار بازسازی شده است. این بنا در سال ۱۳۵۶ توسط مهندس رضا معتمدی شهردار وقت تویسرکان بازسازی شد.

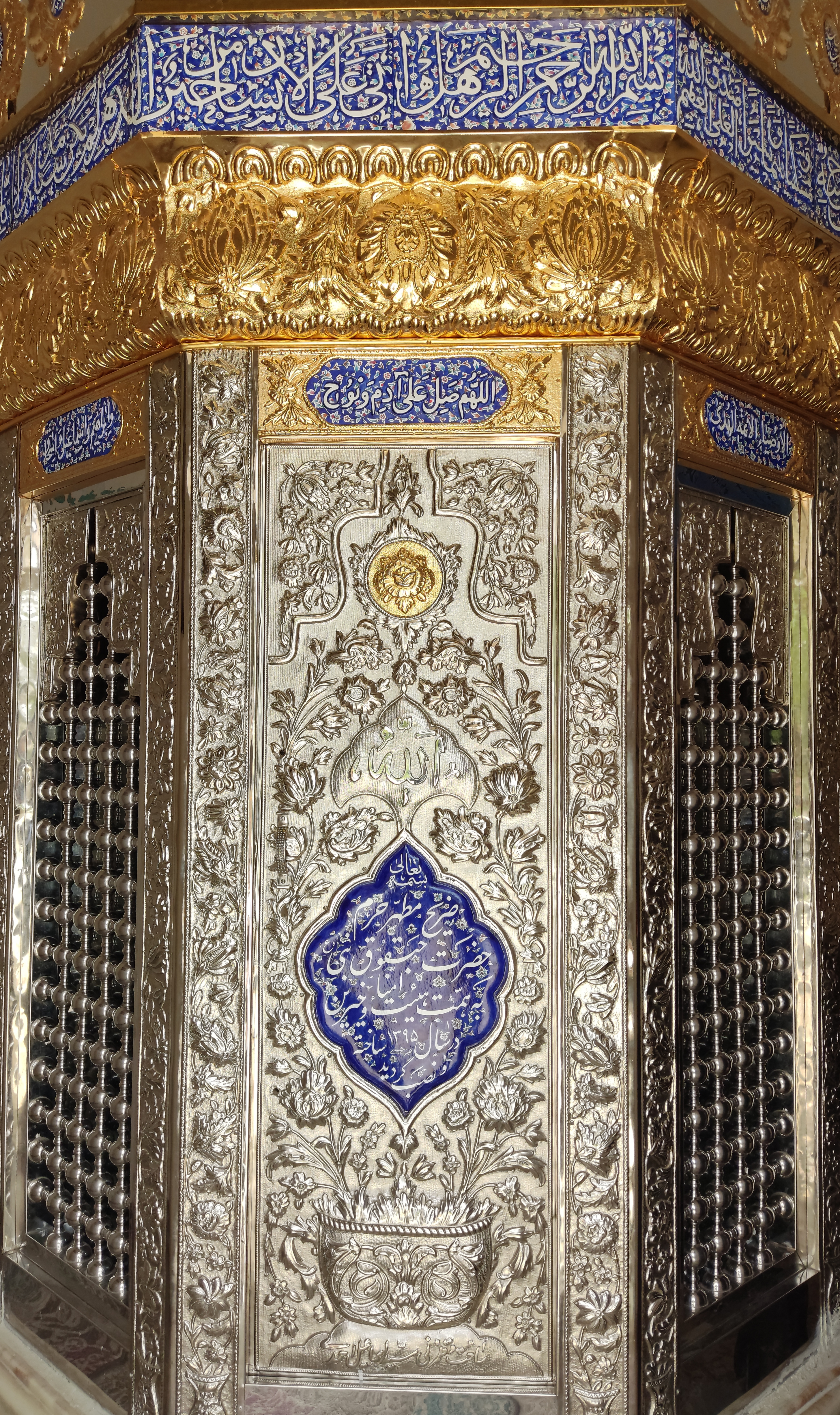
ضریح حبقوق در تویسرکان

این آرامگاه یکی از قدیمی‌ترین آثار تاریخی ایران است و از زیارتگاه‌های یهودیان محسوب می‌شود.